# Alaskaperla ovibovis
Alaskaperla ovibovis är en bäcksländeart som först beskrevs av William Edwin Ricker 1965.  Alaskaperla ovibovis ingår i släktet Alaskaperla och familjen blekbäcksländor. Inga underarter finns listade i Catalogue of Life.